# BMW M52

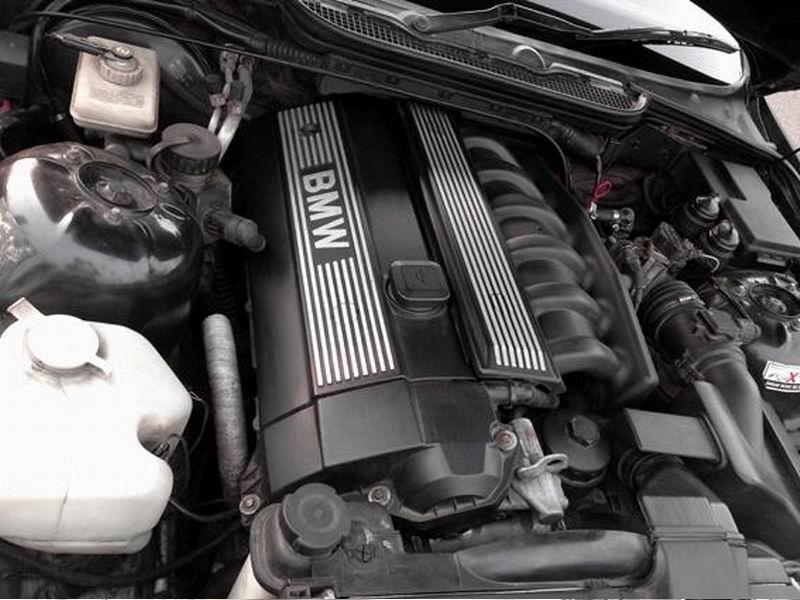
BMW M52TUB28型引擎

BMW M52為德國寶馬公司生產的一系列直列六缸，自然吸氣，頂置雙凸輪軸（DOHC）汽油引擎。M52系列為M50系列引擎的換代品，生產年代為1994-2001。
M52衍生至M50，和M50不同之處在於大量使用鑄鋁材料製造缸體和缸蓋。北美市場發售車型，除Z3裝備的外，其餘M52基礎版本仍採用鑄鐵缸體，因此在技術上更接近M50TU。1999年，M52發動機進行部分重新設計，升級版本命名為M52TU（TU為Technical Update的縮寫），將可變氣門正時（即BMW的VANOS系統）從單一進氣門擴展到進排氣門的雙VANOS系統。其他升級還包括增加可變進氣歧管（BMW DISA），增加電子油門。
M52亦有配備M車系的高性能版本S52。但S52僅在北美市場使用，裝備E36 M3（1996-1999），BMW Z3的M版本（1998-2001）。適用範圍並不廣。在其他市場上述車輛亦仍裝備S50改進型型發動機（3.2L）。
M52系列先後裝備BMW 3系列，5系列，7系列和Z3多個型號，其和S52系列亦於1996-2000年在華德十大最佳汽車引擎上榜上有名。

## 型號
| 型號     | 排氣量                | 最高功率                | 最大扭矩                    | 紅線轉速 | 缸徑               | 衝程               | 壓縮比  | 投產年代 |
| -------- | --------------------- | ----------------------- | --------------------------- | -------- | ------------------ | ------------------ | ------- | -------- |
| M52B20   | 1,991 cc（121 cu in） | 110 kW（150 hp） @ 5900 | 190 N·m（140 lb·ft） @ 4200 | 6500     | 80 mm（3.1英寸）   | 66 mm（2.6英寸）   | 11.0：1 | 1994     |
| M52TUB20 | 1,991 cc（121 cu in） | 110 kW（150 hp） @ 5900 | 190 N·m（140 lb·ft） @ 3500 | 6500     | 80 mm（3.1英寸）   | 66 mm（2.6英寸）   | 11.0：1 | 1998     |
| M52TUB24 | 2,394 cc（146 cu in） | 135 kW（181 hp） @ 5800 | 240 N·m（180 lb·ft） @ 3600 | 6500     | 84 mm（3.3英寸）   | 72 mm（2.8英寸）   |         | 2000     |
| M52B25   | 2,494 cc（152 cu in） | 125 kW（168 hp） @ 5500 | 245 N·m（181 lb·ft） @ 3950 | 6500     | 84 mm（3.3英寸）   | 75 mm（3.0英寸）   | 10.5：1 | 1995     |
| M52TUB25 | 2,494 cc（152 cu in） | 125 kW（168 hp） @ 5500 | 245 N·m（181 lb·ft） @ 3500 | 6500     | 84 mm（3.3英寸）   | 75 mm（3.0英寸）   | 10.5：1 | 1998     |
| M52B28   | 2,793 cc（170 cu in） | 142 kW（190 hp） @ 5300 | 280 N·m（210 lb·ft） @ 3950 | 6500     | 84 mm（3.3英寸）   | 84 mm（3.3英寸）   | 10.2：1 | 1995     |
| M52TUB28 | 2,793 cc（170 cu in） | 142 kW（190 hp） @ 5500 | 280 N·m（210 lb·ft） @ 3500 | 6500     | 84 mm（3.3英寸）   | 84 mm（3.3英寸）   | 10.2：1 | 1998     |
| S52B32   | 3,152 cc（192 cu in） | 179 kW（240 hp） @ 6000 | 320 N·m（240 lb·ft） @ 3800 | 6500     | 86.4 mm（3.4英寸） | 89.6 mm（3.5英寸） | 10.5：1 | 1996     |

### M52B20
1994年首個生產型號，排氣量為1,991 cc（121 cu in），缸徑80 mm（3.1英寸），衝程66 mm（2.6英寸）。
裝備車型：
- 1994-1999 E36型 320i
- 1995-1999 E39型 520i

### M52TUB20
1998年投產，為M52B20的技術升級版本，裝備了雙VANOS系統，低速下扭矩輸出有所改
裝備車型：
- E36/7型 Z3 2.0i
- 1998-2001 E46型 320i/320Ci
- 1998-2001 E39型 520i

### M52B24
M52的2.4L版本，基礎型號僅在泰國市場使用，亦有TU版本，此文不單列
裝備車型：
- 1995-1999 E36型 3系列各型（泰國）
- 2000-2002 E39型 5系列各型（TU版本）

### M52B25
與1995年投產，排氣量為2,494 cc（152 cu in）。缸徑84 mm（3.3英寸），衝程75 mm（3.0英寸），最大出力為 125 kW（168 hp）。
裝備車型：
- 1995-1999 E36型 323i/323ti
- 1995-1999 E39型 523i

### M52TUB25
1999年投產，M52TUB25的中期型，裝備了雙VANOS系統，低轉速下扭矩增大。
裝備車型：
- 1998-2000 E46型 323is
- 2000           E46型 323Ci
- 1998-2001 E39 523i
- 1998-2001 E36/7 Z3

### M52B28
M52系列功率最大的版本，1994年基礎型投產，排氣量 2,793 cc（170 cu in）。其缸徑84 mm（3.3英寸），衝程84 mm（3.3英寸），最大功率142 kW（190 hp）。
裝備車型：
- 1995-2000 E36型 328i
- 1995-1999 E39型 528i
- 1995-1999 E38型 728i/728iL
- 1997-1999 E36/7型 Z3 2.8
- 1997-2000 路虎防禦者型越野車（南非市場）

### M52TUB28
M52B28的中期改進型，1999年投產。低轉速下扭矩輸出得到改善
裝備車型：
- 1998-2000 E46型 328i
- 2000           E46型 328Ci
- 1998-2001 E36/7/8型 Z3 2.8
- 1998-2001 E39型 528i
- 1998-2001 E38型 728i

## Nikasil塗層腐蝕問題
北美市場的M52系列發動機基本型號，除了一批裝備Z3的使用鋁製缸體外，剩餘的發動機仍使用M50的鑄鐵缸體。M52的TU版本則統一為全鋁發動機。BMW在1990年代末期發現，某些國家和地區汽油中含硫量過高，會腐蝕汽缸表面的塗層，並導致汽缸內壁嚴重磨損，M60系列引擎也遇到類似問題。BMW的解決方法是汽缸保留鋁製缸體的同時，內壁改為鑄鐵內襯，該設計在美國以及其他三個汽油含硫較高的國家推廣。 其換代產品M54亦採用相同設計。

## S52發動機（北美市場）
S52為M52的高性能版本，由M競速事業部負責研發，主要裝備E36型M3和Z3(除北美外也有少部份搭載S54版本)/Z4的M版本。該發動機僅在北美車型中使用，同期其他地區的上述車型因成本問題只配備S50B32型引擎。

### 和M52型區別
S52由M52B北美基礎版進行開發。和M52一樣採用了鋁製機頭和鑄鐵缸體，兩行程單VANOS進氣。但缸徑擴大至86.4 mm（3.4英寸），衝程增加至89.6 mm（3.5英寸），總排氣量為3,152 cc。最大馬力為240 hp（179 kW）（6000rpm），最大扭矩為236 lb·ft（320 N·m）（3800rpm）。。S52改進之處還有：
- 改進活塞環設計
- 進氣排氣門彈簧重新設計
- 新設計的輕量化拱形凸輪軸，使其更加耐久
- 排氣管路改進使之更加順暢

裝備車型
- 1996-1999 E36型 M3 （北美市場）
- 1998-2000 E36/7/8型 M Roadster/M Coupe （北美市場）

## 外部連結
- 寶馬M52引擎（英文）